# Liste der olympischen Medaillengewinner aus Schweden/A–C
Bislang errangen schwedische Sportler insgesamt 690 olympische Medaillen (216 × Gold, 232 × Silber und 242 × Bronze). 
Zurück zur Liste der olympischen Medaillengewinner aus Schweden
- Medaillengewinner D bis I
- Medaillengewinner J bis L
- Medaillengewinner M bis R
- Medaillengewinner S bis Ö

## Medaillengewinner

### A
- Ara Abrahamian – Ringen (0-1-0)
Athen 2004: Silber, Halbschwergewicht griechisch-römisch Männer
- Carl Abrahamsson – Eishockey (0-1-0)
St. Moritz 1928: Silber, Männer
- Erik Abrahamsson – Leichtathletik (0-0-1)
Antwerpen 1920: Bronze, Weitsprung Männer
- Fausto Acke – Turnen (1-0-0)
Antwerpen 1920: Gold, Schwedisches System Männer
- Gregor Adlercreutz – Reiten (0-0-1)
Berlin 1936: Bronze, Dressur Team
- Nils Adlercreutz – Reiten (1-0-0)
Stockholm 1912: Gold, Vielseitigkeit Team
- Märtha Adlerstråhle – Tennis (0-0-1)
London 1908: Bronze, Einzel (Halle) Frauen
- Erik Adlerz – Wasserspringen (2-1-0)
Stockholm 1912: Gold, Turmspringen (einfach) Männer
Stockholm 1912: Gold, Turmspringen (einfach und zusammengesetzt) Männer
Antwerpen 1920: Silber, Turmspringen 5 m und 10 m Männer
- Anders Ahlgren – Ringen (0-1-0)
Stockholm 1912: Silber, Halbschwergewicht griechisch-römisch Männer
- Thure Ahlqvist – Boxen (0-1-0)
Los Angeles 1932: Silber, Leichtgewicht Männer
- Bertil Albertsson – Leichtathletik (0-0-1)
London 1948: Bronze, 10.000 m Männer
- John Albrechtson – Segeln (1-0-0)
Montreal 1976: Gold, Tempest Männer
- Axel Alfredsson – Fußball (0-0-1)
Paris 1924: Bronze, Männer
- Daniel Alfredsson – Eishockey (1-1-0)
Turin 2006: Gold, Männer
Sotschi 2014: Silber, Männer
- Håkan Algotsson – Eishockey (1-0-0)
Lillehammer 1994: Gold, Männer
- Sara Algotsson-Ostholt – Schießen (0-1-0)
London 2012: Silber, Vielseitigkeit Einzel
- Lotta Almblad – Eishockey (0-0-1)
Salt Lake City 2002: Bronze, Frauen
- Gustav Almgren – Fechten (0-1-0)
Berlin 1936: Silber, Degen Team Männer
- Erland Almkvist – Segeln (0-1-0)
Helsinki 1952: Silber, Drachen Männer
- Erik Almlöf – Leichtathletik (0-0-2)
Stockholm 1912: Bronze, Dreisprung Männer
Antwerpen 1920: Bronze, Dreisprung Männer
- Göte Almqvist – Eishockey (0-0-1)
Oslo 1952: Bronze, Männer
- Percy Almstedt – Segeln (0-1-0)
Antwerpen 1920: Silber, 40-m²-Klasse Männer
- Folke Alnevik – Leichtathletik (0-0-1)
London 1948: Bronze, 4 × 400-m-Staffel Männer
- Therese Alshammar – Schießen (0-2-1)
Sydney 2000: Silber, 50 m Freistil Frauen
Sydney 2000: Silber, 100 m Freistil Frauen
Sydney 2000: Bronze, 4 × 100 m Freistil Frauen
- Karl-Robert Ameln – Segeln (0-0-1)
London 1948: Bronze, 6-Meter-Klasse Männer
- Olle Anderberg – Ringen (1-1-0)
London 1948: Silber, Federgewicht griechisch-römisch Männer
Helsinki 1952: Gold, Leichtgewicht Freistil Männer
- Agneta Andersson – Kanu (3-2-2)
Los Angeles 1984: Gold, Einer-Kajak 500 m Frauen
Los Angeles 1984: Gold, Zweier-Kajak 500 m Frauen
Los Angeles 1984: Silber, Vierer-Kajak 500 m Frauen
Barcelona 1992: Silber, Zweier-Kajak 500 m Frauen
Barcelona 1992: Bronze, Vierer-Kajak 500 m Frauen
Atlanta 1996: Gold, Zweier-Kajak 500 m Frauen
Atlanta 1996: Bronze, Vierer-Kajak 500 m Frauen
- Albert Andersson – Turnen (1-0-0)
Antwerpen 1920: Gold, Schwedisches System Männer
- Anders Andersson – Schießen (0-1-0)
Antwerpen 1920: Silber, Armeerevolver Team Männer
- Anders Andersson – Eishockey (0-1-0)
Innsbruck 1964: Silber, Männer
- Anna Andersson – Eishockey (0-0-1)
Salt Lake City 2002: Bronze, Frauen
- Arvid Andersson – Tauziehen (1-0-0)
Stockholm 1912: Gold, Männer
- Arvid Andersson – Turnen (1-0-0)
Antwerpen 1920: Gold, Schwedisches System Männer
- Bjarne Andersson – Skilanglauf (0-1-0)
Grenoble 1968: Silber, 4 × 10-km-Staffel Männer
- Cecilia Andersson – Eishockey (0-1-0)
Turin 2006: Silber, Frauen
- Ebba Andersson – Skilanglauf (0-1-1)
Pyeongchang 2018: Silber, 4 × 5-km-Staffel Frauen
Peking 2022: Bronze, 4 × 5-km-Staffel Frauen
- Erik Andersson – Wasserball (0-0-1)
Antwerpen 1920: Bronze, Männer
- Frank Andersson – Ringen (0-0-1)
Los Angeles 1984: Bronze, Halbschwergewicht griechisch-römisch Männer
- Hans Andersson-Tvilling – Eishockey (0-0-1)
Oslo 1952: Bronze, Männer
- Hjalmar Andersson – Leichtathletik (1-1-0)
Stockholm 1912: Gold, Querfeldeinlauf Team Männer
Stockholm 1912: Silber, Querfeldeinlauf Männer
- Gunilla Andersson – Eishockey (0-1-1)
Salt Lake City 2002: Bronze, Frauen
Turin 2006: Silber, Frauen
- Gösta Andersson – Ringen (1-1-0)
London 1948: Gold, Weltergewicht griechisch-römisch Männer
Helsinki 1952: Silber, Weltergewicht griechisch-römisch Männer
- Jonna Andersson – Fußball (0-2-0)
Rio de Janeiro 2016: Silber, Frauen
Tokio 2020: Silber, Frauen
- Kim Andersson – Handball (0-1-0)
London 2012: Silber, Männer
- Leif Andersson – Biathlon (0-0-1)
Albertville 1992: Bronze, 4 × 7,5-km-Staffel Männer
- Lina Andersson – Skilanglauf (1-0-0)
Turin 2006: Gold, Teamsprint Frauen
- Magnus Andersson – Handball (0-3-0)
Barcelona 1992: Silber, Männer
Atlanta 1996: Silber, Männer
Sydney 2000: Silber, Männer
- Mattias Andersson – Handball (0-1-0)
London 2012: Silber, Männer
- Mauritz Andersson – Ringen (0-1-0)
London 1908: Silber, Mittelgewicht griechisch-römisch Männer
- Mikael Andersson – Eishockey (0-0-1)
Calgary 1988: Bronze, Männer
- Peter Andersson – Eishockey (0-0-1)
Calgary 1988: Bronze, Männer
- Robert Andersson – Wasserball (0-1-2)
London 1908: Bronze, Männer
Stockholm 1912: Silber, Männer
Antwerpen 1920: Bronze, Männer
- Robert Andersson – Handball (0-2-0)
Barcelona 1992: Silber, Männer
Atlanta 1996: Silber, Männer
- Sigurd Andersson – Skilanglauf (0-0-1)
Oslo 1952: Bronze, 4 × 10-km-Staffel Männer
- Stig Andersson-Tvilling – Eishockey (0-0-1)
Oslo 1952: Bronze, Männer
- Sture Andersson – Eishockey (0-0-1)
Lake Placid 1980: Bronze, Männer
- Sune Andersson – Fußball (1-0-0)
London 1948: Gold, Männer
- Thure Andersson – Ringen (0-1-0)
Berlin 1936: Silber, Weltergewicht Freistil Männer
- Vilhelm Andersson – Wasserball (0-1-1)
Stockholm 1912: Silber, Männer
Antwerpen 1920: Bronze, Männer
- Volger Andersson – Skilanglauf (0-0-1)
St. Moritz 1928: Bronze, 50 km Männer
- Åke Andersson – Eishockey (0-0-1)
Oslo 1952: Bronze, Männer
- Filippa Angeldal – Fußball (0-1-0)
Tokio 2020: Silber, Frauen
- Bertil Antonsson – Ringen (0-2-0)
London 1948: Silber, Schwergewicht Freistil Männer
Helsinki 1952: Silber, Schwergewicht Freistil Männer
- Hans Antonsson – Kanu (0-0-1)
Rom 1960: Bronze, Mittelgewicht Freistil Männer
- Ivar Aronsson – Rudern (0-1-0)
Melbourne 1956: Silber, Vierer mit Steuermann Männer
- Per-Olof Arvidsson – Schießen (1-1-0)
London 1908: Silber, Freies Gewehr Dreistellungskampf Team Männer
Stockholm 1912: Gold, Laufender Hirsch Einzelschuss Team Männer
- Pär Arvidsson – Schwimmen (1-0-0)
Moskau 1980: Gold, 100 m Schmetterling Männer
- Lars-Göran Arwidson – Biathlon (0-0-2)
Grenoble 1968: Bronze, 4 × 7,5-km-Staffel Männer
Grenoble 1968: Bronze, 20 km Männer
- Kosovare Asllani – Fußball (0-2-0)
Rio de Janeiro 2016: Silber, Frauen
Tokio 2020: Silber, Frauen
- Simon Aspelin – Tennis (0-1-0)
Peking 2008: Silber, Doppel Männer
- Karl-Åke Asph – Skilanglauf (1-0-0)
Innsbruck 1964: Gold, 4 × 10-km-Staffel Männer
- Carl-Erik Asplund – Eisschnelllauf (0-0-1)
Oslo 1952: Bronze, 10.000 m Männer
- Jenni Asserholt – Eishockey (0-1-0)
Turin 2006: Silber, Frauen
- Gunnar Asther – Segeln (0-0-1)
Los Angeles 1932: Bronze, Star Männer
- Otto Aust – Segeln (0-1-0)
Stockholm 1912: Bronze, 6-Meter-Klasse Männer
- Per Johan Axelsson – Eishockey (1-0-0)
Turin 2006: Gold, Männer

### B
- Tara Babulfath – Judo (0-0-1)
Paris 2024: Bronze, Superleichtgewicht Frauen
- Nils Backlund – Wasserball (0-0-1)
Antwerpen 1920: Bronze, Männer
- Eric Backman – Leichtathletik (0-1-3)
Antwerpen 1920: Silber, Querfeldeinlauf Männer
Antwerpen 1920: Bronze, 5000 m Männer
Antwerpen 1920: Bronze, Querfeldeinlauf Team Männer
Antwerpen 1920: Bronze, 3000 m Team Männer
- Nicklas Bäckström – Eishockey (0-1-0)
Sotschi 2014: Silber, Männer
- Bengt Baron – Schwimmen (1-0-1)
Moskau 1980: Gold, 100 m Rücken Männer
Los Angeles 1984: Bronze, 4 × 100-m-Freistil Männer
- Malin Baryard-Johnsson – Reiten (1-1-0)
Athen 2004: Silber, Springreiten Team
Tokio 2020: Gold, Springreiten Team
- Edward Benedicks – Schießen (0-2-0)
Stockholm 1912: Silber, Laufender Hirsch Doppelschuss Männer
Antwerpen 1920: Silber, Laufender Hirsch Doppelschuss Team Männer
- Bengt Bengtsson – Turnen (1-0-0)
Antwerpen 1920: Gold, Schwedisches System Männer
- Birgitta Bengtsson – Segeln (0-1-0)
Seoul 1988: Silber, 470er Frauen
- Gösta Bengtsson – Segeln (1-0-0)
Antwerpen 1920: Gold, 30-m²-Klasse Männer
- Per-Inge Bengtsson – Kanu (0-2-0)
Los Angeles 1984: Silber, Zweier-Kajak 500 m Männer
Los Angeles 1984: Silber, Vierer-Kajak 1000 m Männer
- Rolf-Göran Bengtsson – Reiten (0-2-0)
Athen 2004: Silber, Springreiten Team
Peking 2008: Silber, Springreiten Einzel
- Sylve Bengtsson – Fußball (0-0-1)
Helsinki 1952: Bronze, Männer
- Hanna Bennison – Fußball (0-1-0)
Tokio 2020: Silber, Frauen
- Aina Berg – Schwimmen (0-0-2)
Antwerpen 1920: Bronze, 4 × 100-m-Freistil Frauen
Paris 1924: Bronze, 4 × 100-m-Freistil Frauen
- Arne Berg – Radsport (0-0-1)
Los Angeles 1932: Bronze, Teamfahren Männer
- John Berger – Skilanglauf (0-0-1)
Garmisch-Partenkirchen 1936: Bronze, 4 × 10-km-Staffel Männer
- Emelie Berggren – Eishockey (0-0-1)
Salt Lake City 2002: Bronze, Frauen
- Evy Berggren – Turnen (1-1-0)
Helsinki 1952: Gold, Gruppengymnastik Frauen
Melbourne 1956: Silber, Gruppengymnastik Frauen
- Gunnar Berggren – Boxen (0-0-1)
Amsterdam 1928: Bronze, Leichtgewicht Männer
- Jonas Bergqvist – Eishockey (1-0-1)
Calgary 1988: Bronze, Männer
Lillehammer 1994: Gold, Männer
- Bo Berglund – Eishockey (0-0-2)
Lake Placid 1980: Bronze, Männer
Calgary 1988: Bronze, Männer
- Charles Berglund – Eishockey (1-0-0)
Lillehammer 1994: Gold, Männer
- Emma Berglund – Fußball (0-1-0)
Rio de Janeiro 2016: Silber, Frauen
- Hans Berglund – Kanu (1-0-0)
London 1948: Gold, Zweier-Kajak 1000 m Männer
- Adolf Bergman – Tauziehen (1-0-0)
Stockholm 1912: Gold, Männer
- Anders Bergman – Eishockey (0-0-1)
Calgary 1988: Bronze, Männer
- Emil Bergman – Eishockey (0-1-0)
St. Moritz 1928: Silber, Männer
- Per Bergman – Segeln (0-1-0)
Stockholm 1912: Silber, 12-Meter-Klasse Männer
- Ulrika Bergman – Curling (1-0-0)
Turin 2006: Gold, Frauen
- Patrik Berglund – Eishockey (0-1-0)
Sotschi 2014: Silber, Männer
- Erik Bergqvist – Wasserball (0-1-1)
Stockholm 1912: Silber, Männer
Antwerpen 1920: Bronze, Männer
- Kajsa Bergqvist – Leichtathletik (0-0-1)
Sydney 2000: Bronze, Hochsprung Frauen
- Åke Bergqvist – Segeln (1-0-0)
Los Angeles 1932: Gold, 6-Meter-Klasse Männer
- Kristina Bergstrand – Eishockey (0-0-1)
Salt Lake City 2002: Bronze, Frauen
- Dick Bergström – Segeln (0-1-0)
Stockholm 1912: Silber, 12-Meter-Klasse Männer
- Fredrik Bergström – Segeln (0-1-0)
Tokio 2020: Silber, 470er Männer
- Kajsa Bergström – Curling (1-0-0)
Vancouver 2010: Gold, Frauen
- Kurt Bergström – Segeln (0-1-0)
Stockholm 1912: Silber, 12-Meter-Klasse Männer
- Erik Bergvall – Wasserball (0-0-1)
London 1908: Bronze, Männer
- Carl Bertilsson – Turnen (1-0-0)
London 1908: Gold, Teammehrkampf Männer
- Per Bertilsson – Turnen (1-0-0)
Stockholm 1912: Gold, Schwedisches System Männer
- Christina Bertrup – Curling (0-1-0)
Sotschi 2014: Silber, Frauen
- Per Berlin – Ringen (0-1-1)
Helsinki 1952: Silber, Weltergewicht Freistil Männer
Melbourne 1956: Bronze, Weltergewicht griechisch-römisch Männer
- Hans Bettembourg – Gewichtheben (0-0-1)
München 1972: Bronze, Mittelschwergewicht Männer
- Fabian Biörck – Turnen (1-0-0)
Antwerpen 1920: Gold, Schwedisches System Männer
- Carl Björkman – Schießen (1-1-0)
Stockholm 1912: Gold, Freies Gewehr Team Männer
Stockholm 1912: Bronze, Armeegewehr Team Männer
- Tönnes Björkman – Schießen (0-0-1)
Stockholm 1912: Bronze, Armeegewehr Team Männer
- Lars Björn – Eishockey (0-0-1)
Oslo 1952: Bronze, Männer
- Nathalie Björn – Fußball (0-1-0)
Tokio 2020: Silber, Frauen
- Carl Björnstjerna – Reiten (0-0-1)
Amsterdam 1928: Bronze, Springreiten Team
- Stina Blackstenius – Fußball (0-2-0)
Rio de Janeiro 2016: Silber, Frauen
Tokio 2020: Silber, Frauen
- Erik Bladström – Kanu (1-0-0)
Berlin 1936: Gold, Zweier-Kajak (Faltboot) 10.000 m Männer
- Hans von Blixen-Finecke junior – Reiten (2-0-0)
Helsinki 1952: Gold, Vielseitigkeit Einzel
Helsinki 1952: Gold, Vielseitigkeit Team
- Hans von Blixen-Finecke senior – Reiten (0-0-1)
Stockholm 1912: Bronze, Dressur Einzel
- Vanja Blomberg – Turnen (1-0-0)
Helsinki 1952: Gold, Gruppengymnastik Frauen
- Gert Blomé – Eishockey (0-1-0)
Innsbruck 1964: Silber, Männer
- Gustaf Blomgren – Wasserspringen (0-0-1)
Stockholm 1912: Bronze, Turmspringen (einfach und zusammengesetzt) Männer
- Erik Blomqvist – Schießen (1-0-1)
Stockholm 1912: Gold, Freies Gewehr Team Männer
Antwerpen 1920: Bronze, Armeegewehr liegend Team Männer
- Göte Blomqvist – Eishockey (0-0-1)
Oslo 1952: Bronze, Männer
- Vilma Bobeck – Segeln (0-1-0)
Paris 2024: Silber, 49erFX Frauen
- Erik Bohlin – Radsport (0-0-1)
Paris 1924: Bronze, Teamfahren Männer
- Folke Bohlin – Segeln (1-1-0)
London 1948: Silber, Drachen Männer
Melbourne 1956: Gold, Drachen Männer
- Gustaf Boivie – Schießen (1-0-0)
Stockholm 1912: Gold, Kleinkaliber (verschwindendes Ziel) Team Männer
- Sidney Boldt-Christmas – Segeln (0-1-0)
Helsinki 1952: Silber, Drachen Männer
- Gustaf Adolf Boltenstern junior – Reiten (2-1-1)
Los Angeles 1932: Silber, Dressur Team
London 1948: Bronze, Dressur Einzel
Helsinki 1952: Gold, Dressur Team
Stockholm 1956: Gold, Dressur Team
- Gustaf Adolf Boltenstern senior – Reiten (0-1-0)
Stockholm 1912: Silber, Dressur Einzel
- Carl Bonde – Reiten (1-1-0)
Stockholm 1912: Gold, Dressur Einzel
Amsterdam 1928: Silber, Dressur Team
- Martin Boquist – Handball (0-1-0)
Sydney 2000: Silber, Männer
- Åke Borg – Schwimmen (0-0-1)
Paris 1924: Bronze, 4 × 200 m Freistil Männer
- Arne Borg – Schwimmen (1-2-2)
Paris 1924: Silber, 400 m Freistil Männer
Paris 1924: Silber, 1500 m Freistil Männer
Paris 1924: Bronze, 4 × 200 m Freistil Männer
Amsterdam 1928: Gold, 1500 m Freistil Männer
Amsterdam 1928: Bronze, 400 m Freistil
- Erik Boström – Schießen (0-1-0)
Stockholm 1912: Silber, Pistole Team Männer
- Wollmar Boström – Tennis (0-0-1)
London 1908: Bronze, Doppel (Halle) Männer
- Georg von Braun – Reiten (1-0-0)
Antwerpen 1920: Gold, Vielseitigkeit Team
- Bernhard Britz – Radsport (0-0-2)
Los Angeles 1932: Bronze, Einzelzeitfahren Männer
Los Angeles 1932: Bronze, Teamfahren Männer
- Yngve Brodd – Fußball (0-0-1)
Helsinki 1952: Bronze, Männer
- Emilia Brodin – Fußball (0-1-0)
Rio de Janeiro 2016: Silber, Frauen
- Gösta Brodin – Segeln (0-1-0)
London 1948: Silber, Drachen
- Charles Brommesson – Fußball (0-0-1)
Paris 1924: Bronze, Männer
- Mona Brorsson – Biathlon (1-1-0)
Pyeongchang 2018: Silber, 4 × 6-km-Staffel Frauen
Peking 2022: Gold, 4 × 6-km-Staffel Frauen
- Ricky Bruch – Leichtathletik (0-0-1)
München 1972: Bronze, Diskuswurf Männer
- William Bruhn-Möller – Rudern (0-1-0)
Stockholm 1912: Silber, Vierer ohne Steuermann (Dollengigs)
- Conrad Brunkman – Rudern (0-1-0)
Stockholm 1912: Silber, Vierer ohne Steuermann (Dollengigs)
- Erik Byléhn – Leichtathletik (0-2-0)
Paris 1924: Silber, 4 × 100-m-Staffel Männer
Amsterdam 1928: Silber, 800 m Männer
- Ingamay Bylund – Reiten (0-0-1)
Los Angeles 1984: Bronze, Dressur Team
- Thomas Byström – Reiten (0-1-0)
Los Angeles 1932: Silber, Dressur Team
- Helge Bäckander – Turnen (1-0-0)
Antwerpen 1920: Gold, Schwedisches System Männer
- Anders Bäckegren – Handball (0-1-0)
Barcelona 1992: Silber, Männer
- Christian Bäckman – Eishockey (1-0-0)
Turin 2006: Gold, Männer
- Kjell Bäckman – Eisschnelllauf (0-0-1)
Squaw Valley 1960: Bronze, 10.000 m Männer
- Hasse Börjes – Eisschnelllauf (0-1-0)
Sapporo 1972: Silber, 500 m Männer

### C
- Axel Cadier – Ringen (1-0-1)
Los Angeles 1932: Bronze, Mittelgewicht griechisch-römisch Männer
Berlin 1936: Gold, Halbschwergewicht griechisch-römisch Männer
- Carl-Ehrenfried Carlberg – Turnen (1-0-0)
Stockholm 1912: Gold, Schwedisches System Männer
- Eric Carlberg – Schießen (2-3-0)
London 1908: Silber, Kleinkalibergewehr Team Männer
Stockholm 1912: Gold, Militärrevolver Team Männer
Stockholm 1912: Gold, Kleinkaliber (verschwindendes Ziel) Team Männer
Stockholm 1912: Silber, Kleinkaliber Team Männer
Stockholm 1912: Silber, Pistole Team Männer
- Vilhelm Carlberg – Schießen (3-4-0)
London 1908: Silber, Kleinkalibergewehr Team Männer
Stockholm 1912: Gold, Kleinkaliber (verschwindendes Ziel) Männer
Stockholm 1912: Gold, Kleinkaliber (verschwindendes Ziel) Team Männer
Stockholm 1912: Gold, Militärrevolver Team Männer
Stockholm 1912: Silber, Kleinkaliber Team Männer
Stockholm 1912: Silber, Pistole Team Männer
Paris 1924: Silber, Schnellfeuerpistole Männer
- Hilda Carlén – Fußball (0-1-0)
Rio de Janeiro 2016: Silber, Frauen
- Per Carlén – Handball (0-2-0)
Barcelona 1992: Silber, Männer
Atlanta 1996: Silber, Männer
- Per Carleson – Fechten (0-1-1)
London 1948: Bronze, Degen Team Männer
Helsinki 1952: Silber, Degen Team Männer
- Gustaf Carlson – Fußball (0-0-1)
Paris 1924: Bronze, Männer
- Allan Carlsson – Boxen (0-0-1)
Los Angeles 1932: Bronze, Federgewicht Männer
- Gösta Carlsson – Radsport (0-0-2)
Amsterdam 1928: Bronze, Einzelzeitfahren Männer
Amsterdam 1928: Bronze, Teamfahren Männer
- Henry Carlsson – Fußball (1-0-0)
London 1948: Gold, Männer
- Lars-Göran Carlsson – Schießen (0-1-0)
Moskau 1980: Silber, Skeet Männer
- Ernst Casparsson – Reiten (1-0-0)
Stockholm 1912: Gold, Vielseitigkeit Team
- Magnus Cato – Handball (0-1-0)
Barcelona 1992: Silber, Männer
- Hjalmar Cedercrona – Turnen (1-0-0)
London 1908: Gold, Teammehrkampf Männer
- Birger Cederin – Fechten (0-1-0)
Berlin 1936: Silber, Degen Team Männer
- Jane Cederqvist – Schwimmen (0-1-0)
Rom 1960: Silber, 400 m Freistil Frauen
- Frank Cervell – Fechten (0-0-1)
London 1948: Bronze, Degen Team Männer
- Andreas Cervin – Turnen (1-0-0)
London 1908: Gold, Teammehrkampf Männer
- Erik Charpentier – Turnen (1-0-0)
Antwerpen 1920: Gold, Schwedisches System Männer
- Göran Claeson – Eisschnelllauf (0-0-1)
Sapporo 1972: Bronze, 1500 m Männer
- Sören Claesson – Ringen (0-0-1)
Los Angeles 1984: Bronze, Mittelgewicht griechisch-römisch Männer
- Hugo Clason – Segeln (0-1-0)
Stockholm 1912: Silber, 12-Meter-Klasse Männer
- Sven Colliander – Reiten (0-0-1)
Berlin 1936: Bronze, Dressur Team
- Ann-Sofi Pettersson-Colling – Turnen (1-1-1)
Helsinki 1952: Gold, Gruppengymnastik Frauen
Melbourne 1956: Silber, Gruppengymnastik Frauen
Melbourne 1956: Bronze, Pferdsprung Frauen
- George Cramne – Boxen (0-1-0)
Seoul 1988: Silber, Leichtgewicht Männer